# 宜蘭新民堂
宜蘭新民堂，為位於臺灣宜蘭縣宜蘭市之鸞堂，清光緒16年（1890年）建，相傳為臺灣本島第一間鸞堂。主祀「李恩主」李觀濤與五聖恩主（關聖帝君、孚佑帝君、司命真君、岳武穆王、隆恩真君等）。有分香廟宇頭城喚醒堂。

## 簡介
宜蘭頭城人李望洋（1829年－1901年）為孝廉，曾在甘肅為官，頗受左宗棠賞識，擢至知州，在甘肅時接觸了甘肅地區的鄉土神、雷神：雷都光耀大帝信仰，根據吳宗明.《鸞堂建構與家族經營：以指南宮為例》考據，李望洋以二枚龍銀塑造神像，供奉在衙門之後堂，每逢案件，必定到後堂先求神示。後致仕返回宜蘭，時常請神為人扶鸞解惑。

## 祀神
「雷都光耀大帝」，相傳姓李，來由不詳，主要有三種說法。
第一為史書上的唐朝名臣李巨川，文采昂揚，長於檄文、奏表，後遭朱溫所害，忠烈殉國，玉皇大帝封其「雷都光耀大帝」。第二為民間流傳的野史故事，殷商末年的理官（法官）李觀濤，為有道忠臣，不願出仕紂王或周武王。第三為殷商末年的李觀濤多次轉世為唐朝的李巨川。

## 分靈
宜蘭新民堂分香建立頭城喚醒堂，頭城喚醒堂分香建立淡水行忠堂，行忠堂分香建有三芝區的智成忠義宮、淡水行忠宮、覺修宮。覺修宮分香建有行天宮。